# 河西菊
河西菊（学名：Hexinia polydichotoma）为菊科河西菊属下的一个种。